# Perak
Perak egyike Malajzia 13 szövetségi államának, a Maláj-félszigeten a félsziget egyik legnagyobb állama.

Perak elhelyezkedése Malajzia térképén

Északon a thaiföldi Kedah és Yala tartományok határolják, északnyugaton Pinang, keleten Kelantan és Pahang, délen Selangor, nyugaton pedig a Malacca-szoros.
Nevének jelentése a maláj nyelven 'ezüst'. Ezüsthöz hasonló színű az ón. Perakban vannak a világ leggazdagabb óntartalmú hordaléküledékei, ami az 1890-es években a brit korona egyik ékszerévé tette Perakot. Egyesek szerint neve mégis inkább a vizeiben úszó halak ezüstös színére utal. Az állam arab neve Darul Ridzuan, „a szépség földje”.
Területe 21 006 km2, népessége 2,4 millió fő (2007-es becslés).
Fővárosa, Ipoh óniparáról volt ismert az ón árának zuhanásáig az 1980-as években, ami érzékenyen érintette az egész állam gazdaságát és elvándorláshoz vezetett. A királyi főváros Kuala Kangsar, ahol a peraki szultán palotája is áll. A peraki szultán Nazrin Shah (*1956).
Perak Menteri Besarja (főminisztere) Datuk Seri Ir. Mohammad Nizar Jamaluddin (Pakatan Rakyat koalíció – Pánmaláj Iszlám Párt). A korábbi Menteri Besar, Dato Seri Diraja Mohd Tajol Rosli Mohd Ghazali (Barisan Nasional – Egyesült Maláj Nemzeti Szervezet, UMNO) a peraki parlamenti ellenzék vezetője.

## Közigazgatási beosztása
Perak kilenc közigazgatási körzetre (malájul daerah) oszlik, amelyeket községi tanácsokra (majlis bandaraya/majlis prebandaran/majlis daerah) osztottak tovább.
- Kinta körzet - Népesség:	751 825; Terület: 1958 km2.

1. Majlis Bandaraya Ipoh
2. Majlis Daerah Kinta Selatan
3. Majlis Daerah Kinta Barat

- Larut, Matang dan Selama (LMS)- Népesség: 273 321; Terület: 2103 km2.

1. Majlis Perbandaran Taiping (administrate central and south-west part of district)
2. Majlis Daerah Selama (administrate north part of district)

- Hilir Perak- Népesség: 191 098; Terület: 1727 km2.

1. Majlis Perbandaran Teluk Intan (Majlis Daerah Hilir Perak)

- Manjung- Népesség: 191 004; Terület: 1168 km2.

1. Majlis Perbandaran Manjung (Majlis Daerah Manjung)

- Batang Padang- Népesség:152 137; Terület: 2730 km2.

1. Majlis Daerah Tapah
2. Majlis Daerah Tanjong Malim

- Kerian- Népesség: 52 651; Terület: 938 km2.

1. Majlis Daerah Kerian

- Kuala Kangsar- Népesség: 154 048; Terület: 2541 km2.

1. Majlis Perbandaran Kuala Kangsar (Majlis Daerah Kuala Kangsar)

- Hulu Perak- Népesség: 82 195; Terület: 6558 km2.

1. Majlis Daerah Gerik
2. Majlis Daerah Pengkalan Hulu
3. Malis Daerah Lenggong

- Perak Tengah- Népesség: 82 103; Terület: 1282 km2.

1. Majlis Daerah Perak Tengah

### Perak legfontosabb városai
1. Ipoh
2. Taiping
3. Teluk Intan
4. Sungai Siput
5. Kuala Kangsar
6. Lumut
7. Batu Gajah
8. Tanjung Malim